# Israeli Transverse Mercator

Israeli Transverse Mercator - ITM

Israeli Transverse Mercator (hebräisch רֶשֶׁת יִשְׂרָאֵל הַחֲדָשָׁה Reschet Jisra'el ha-Chadaschah, deutsch ‚Neues Israel-Netz‘) ist das Neue Geographische Koordinatensystem für Israel. Der Name trägt dem Fakt Rechnung, dass der ITM auf einer für Israel optimierten Version des Transverse Mercator-Projektion beruht. ITM ersetzt das alte Israelische Koordinatensystem ICS. Dieses System bildet aber teilweise noch die Grundlage für den „New Israeli Grid“. ITM wurde mit Wirkung zum 1. Januar 1994 eingeführt. Der Zentralmeridian in der neuen Projektion verläuft wie in der alten durch Jerusalem.

## Beispiel
Eine ITM-Koordinate besteht generell aus einem Paar von sechs Nummern (ausschließlich Ziffern hinter dem Dezimalpunkt, die für sehr genaue Angaben notwendig sind). Die erste Nummer ist immer die Ostung und die zweite die Nordung. Die Ost- und Norddaten werden als Meter-Angaben angegeben.
Die ITM-Koordinaten für die Klagemauer in Jerusalem sind:
E 222286 m
N 631556 m
Die Umrechnung vom UTM-Koordinatensystem in ITM-Koordinaten bzw. andersherum ist möglich.